# Župa (Tutin)
Župa (Servisch cyrillisch Жупа) is een plaats in de Servische gemeente Tutin. De plaats telt 344 inwoners (2002).